# Пулло, Ипполит Михайлович
Ипполит Михайлович Пулло (1846—1890) — российский медик и педагог; приват-доцент Казанского университета по кафедре акушерства и детских болезней; доктор медицины.

## Биография
Ипполит Пулло родился в 1846 году. Окончив курс медицинского факультета в Императорском Московском университете, он сначала служил в Москве, а затем был старшим врачом Костромской губернской земской больницы и приобрел степень доктора медицины. 
С осени 1879 года Ипполит Михайлович Пулло читал в университете города Казани курсы акушерства и детских болезней, в звании приват-доцента (утвержден 7 ноября 1880 года), а в 1882—1883 учебном году заведовал, по поручению факультета, акушерской клиникой и преподавал акушерство студентам пятого курса. 
В 1884 году И. М. Пулло переехал в город Самару, где был назначен (10 августа) исполняющим должность врачебного инспектора; кроме того, он занял должность старшего врача Оренбургской железной дороги. Он считался одним из лучших в свое время акушеров-практиков. 
Ипполит Михайлович Пулло умер 7 мая 1890 года в городе Москве.
Среди научных трудов оставленных доктором Пулло наиболее известны следующие: «Влияние хлороформа на нормальные роды» (с 2 таблицами), М. 1875 г.; «Сущность, этиология и профилактика послеродовых горячек», Кострома. 1880 год.